# Fréménil
Fréménil é uma comuna francesa na região administrativa de Grande Leste, no departamento de Meurthe-et-Moselle. Estende-se por uma área de 3,04 km². Em 2010 a comuna tinha 215 habitantes (densidade: 70,7 hab./km²).